# لعبة الانتقام (فلم)
لعبة الانتقام (بالإنجليزية: Nemesis Game) هو فيلم من تأليف وإخراج جيسي وارن. وهو فيلم نيوزلندي من أفلام الإثارة والتشويق والغموض وفيه الكثير من الألغاز والاحجيات.
وصف موجز للفيلم: "الشيء الوحيد الأكثر رعباً من لعبها.. هو كسبها"

## الحبكة
الشخصية الرئيسية التي تدور حولها أحداث الفيلم هي سارة نوفاك (كارلي بوب) طالبة جامعية ومعها شخصية أخرى وهو مالك محل لبيع القصص المصورة واسمه فيرن (أدريان بول). وتقضى سارة وقتها في حل الألغاز والاحجيات المحيرة للعقل. ويتخذ الفيلم منحنى جديد عندما تكتشف سارة إن هذه الألغاز تؤدي إلى الموت ويتركها وسط مخاوف إنها أصبحت هي لعبة شخص آخر.

## الجوائز
جوائز أفلام نيوزلندا 2003
الجوائز
- جائزة أحسن مكياج - باربارا باركي
- جائزة أحسن تصميم - بيتر كوسكو
- جائزة أحسن مونتاج - بروس لانج
- جائزة أحسن تصوير - أرون مورتون

الترشيحات:
- أحسن فيلم
- أحسن مشاركة بالموسيقى التصويرية - فرانك إلفان
- أحسن ملابس - شيللي مانسيل
- أحسن مخرج - جيسي وارن
- أحسن عرض سينمائي - جيسي وارن

## وصلات خارجية
- مقالات تستعمل روابط فنية بلا صلة مع ويكي بيانات

1. ↑  "معلومات عن لعبة الانتقام (فيلم) على موقع csfd.cz". csfd.cz. مؤرشف من الأصل في 2019-12-14.
2. ↑  "معلومات عن لعبة الانتقام (فيلم) على موقع moviepilot.de". moviepilot.de. مؤرشف من الأصل في 2014-08-28.
3. ↑  "معلومات عن لعبة الانتقام (فيلم) على موقع tv.com". tv.com. مؤرشف من الأصل في 2017-11-28.